# Néstor Savio
Nèstor Omar Savio, (Buenos Aires, 16 de abril de 1946), también conocido como «Norberto» o «Halcón» es un militar argentino que se desempeñó en la Armada de dicho país alcanzando el grado de capitán de fragata. Fue condenado y privado de su grado militar por crímenes de lesa humanidad cometidos en el centro clandestino de detención ESMA durante la dictadura cívico-militar autodenominada Proceso de Reorganización Nacional que gobernó al país entre 1976-1983. Se encuentra cumpliendo su condena en el instituto de detención militar de Campo de Mayo.
Fue acusado de delitos sexuales entre otros, se halla implicado por la declaración de una víctima de detención ilegal en la ESMA que declaró que Savio integró el Grupo de Tareas 3.3.2 que la trasladaba todos los fines de semana a departamentos particulares ubicados en la ciudad de Buenos Aires.

## Grupo de Tareas 3.3.2
El Grupo de Tareas 3.3.2 o G.T. 3.3.2 fue un grupo de tareas, formado por suboficiales y oficiales militares, que dependía del Servicio de Inteligencia Naval (SIN) de la Armada Argentina, dedicado a la ejecución concreta de los secuestros y el robo de bienes de los detenidos ilegales que funcionó en el seno de la ESMA. Néstor Savio desarrolló tareas en el área de «Logística» de dicho grupo.

## Juicio
La megacausa ESMA es la denominación que recibe una serie interrelacionada de causas judiciales por delitos de lesa humanidad cometidos en Argentina, durante la dictadura cívico-militar autodenominada Proceso de Reorganización Nacional, instalada entre 1976 y 1983. En la misma se investigan y se enjuician los crímenes cometidos en el centro clandestino de detención ESMA. Se trata de la causa con mayor cantidad de personas imputadas.
Néstor Savio fue juzgado como parte de la causa «ESMA II», que comenzó en diciembre de 2009 y culminó en octubre de 2011. En dicho juicio fue condenado a prisión perpetua, inhabilitación absoluta y perpetua por privación ilegítima de la libertad doblemente agravado por su carácter de funcionario público y por haber sido cometida con violencia, reiterado en doce oportunidades; imposición de tormentos agravado por la condición de perseguido político de la víctima, reiterado en doce oportunidades; y homicidio triplemente calificado por haber sido cometido con alevosía, con el concurso premeditado de dos o más personas y para procurar su impunidad, reiterado en doce oportunidades.